# Wolfartswinden
Wolfartswinden (fränkisch: Wolfats-wínn) ist ein Gemeindeteil der kreisfreien Stadt Ansbach (Mittelfranken, Bayern). Wolfartswinden liegt in der Gemarkung Brodswinden.

## Geografie
Das Dorf liegt am Büchenbach, einem rechten Zufluss der Fränkischen Rezat. Östlich schließt sich das Waldgebiet Egerten an, 0,75 km südöstlich liegt das Waldgebiet Keferloh, 0,5 km westlich liegt das Schellenholz. Unmittelbar westlich befindet sich das Gewerbegebiet „Brodswinden-Ost“. Über Gemeindeverbindungsstraßen gelangt man nach Gösseldorf (0,5 km südlich), nach Ratzenwinden (0,8 km nördlich) und über Brodswinden zu einer Anschlussstelle der Bundesstraße 13 (3,5 km westlich). Durch den Ort führt die Bahnstrecke Treuchtlingen–Würzburg.

## Geschichte
Im Jahre 911 wurde von König Konrad I. auf dem Reichstag zu Forchheim beschlossen, Wenden aus dem Maingebiet dem Gumbertuskloster Ansbach zuzuweisen. Diese wurden im 10. Jahrhundert in einem Ring um Ansbach angesiedelt. Der Ort wurde im Jahr 1166 mit dem Namen „Wolfarteswinedin“ erstmals urkundlich erwähnt. Am Grundwort „–winden“ ist erkennbar, dass es sich bei diesem Ort um eine solche Wendensiedlung handelt. Das Bestimmungswort ist Wolfhard, der Personenname des Gründers der Siedlung.
Das Kloster Heilsbronn erwarb dort ein Anwesen, das während des Dreißigjährigen Kriegs 1634 abbrannte und dessen Besitzer dabei starb.
Laut dem 16-Punkte-Bericht des Fürstentums Ansbach von 1684 bildete Wolfartswinden mit Gösseldorf eine Realgemeinde. In Wolfartswinden gab es drei Mannschaften. Zwei Anwesen unterstanden dem Verwalteramt Merkendorf und ein Anwesen dem Bürgermeister und Rat zu Ansbach. Das Hochgericht übte das brandenburg-ansbachische Hofkastenamt Ansbach aus, die Dorf- und Gemeindeherrschaft hatte das Stiftsamt Ansbach inne.
Gegen Ende des 18. Jahrhunderts gab es in Wolfartswinden 6 Anwesen und ein Gemeindehirtenhaus. Das Hochgericht übte das brandenburg-ansbachische Hofkastenamt Ansbach aus. Die Dorf- und Gemeindeherrschaft hatte das Stiftsamt Ansbach inne. Alle Anwesen hatten das Fürstentum Ansbach als Grundherrn (Stiftsamt Ansbach: 2 Halbhöfe, 1 Leerhaus; Ansbacher Rat: 1 Halbhof; Verwalteramt Merkendorf: 2 Halbhöfe). Von 1797 bis 1808 unterstand der Ort dem Justiz- und Kammeramt Ansbach.
Im Rahmen des Gemeindeedikts wurde Wolfartswinden dem 1808 gebildeten Steuerdistrikt Brodswinden und der 1811 gegründeten Ruralgemeinde Brodswinden zugeordnet. Diese wurde am 1. Juli 1972 im Zuge der Gebietsreform in Bayern in die Stadt Ansbach eingegliedert.

## Einwohnerentwicklung
| Jahr      | 001818 | 001840 | 001861 | 001871 | 001885 | 001900 | 001925 | 001950 | 001961 | 001970 | 001987 |
| Einwohner | 30     | 43     | 47     | 57     | 41     | 46     | 54     | 81     | 62     | 74     | 92     |
| Häuser    | 7      | 8      |        |        | 9      | 10     | 13     | 12     | 13     |        | 24     |
| Quelle    | [ 14 ] | [ 15 ] | [ 16 ] | [ 17 ] | [ 18 ] | [ 19 ] | [ 20 ] | [ 21 ] | [ 22 ] | [ 23 ] | [ 1 ]  |

## Religion
Der Ort ist seit der Reformation evangelisch-lutherisch geprägt und bis heute nach St. Bartholomäus (Brodswinden) gepfarrt. Die Einwohner römisch-katholischer Konfession sind nach St. Ludwig (Ansbach) gepfarrt.